# Lorenzo Savadori
Lorenzo Savadori (Cesena, 4 de abril de 1993) es un piloto de motociclismo italiano que se desempeña como piloto probador de Aprilia Racing en el Campeonato del Mundo de MotoGP y que participa ocasionalmente en Grandes Premios como wildcard o sustituto en reemplazo de los pilotos oficiales.

## Biografía

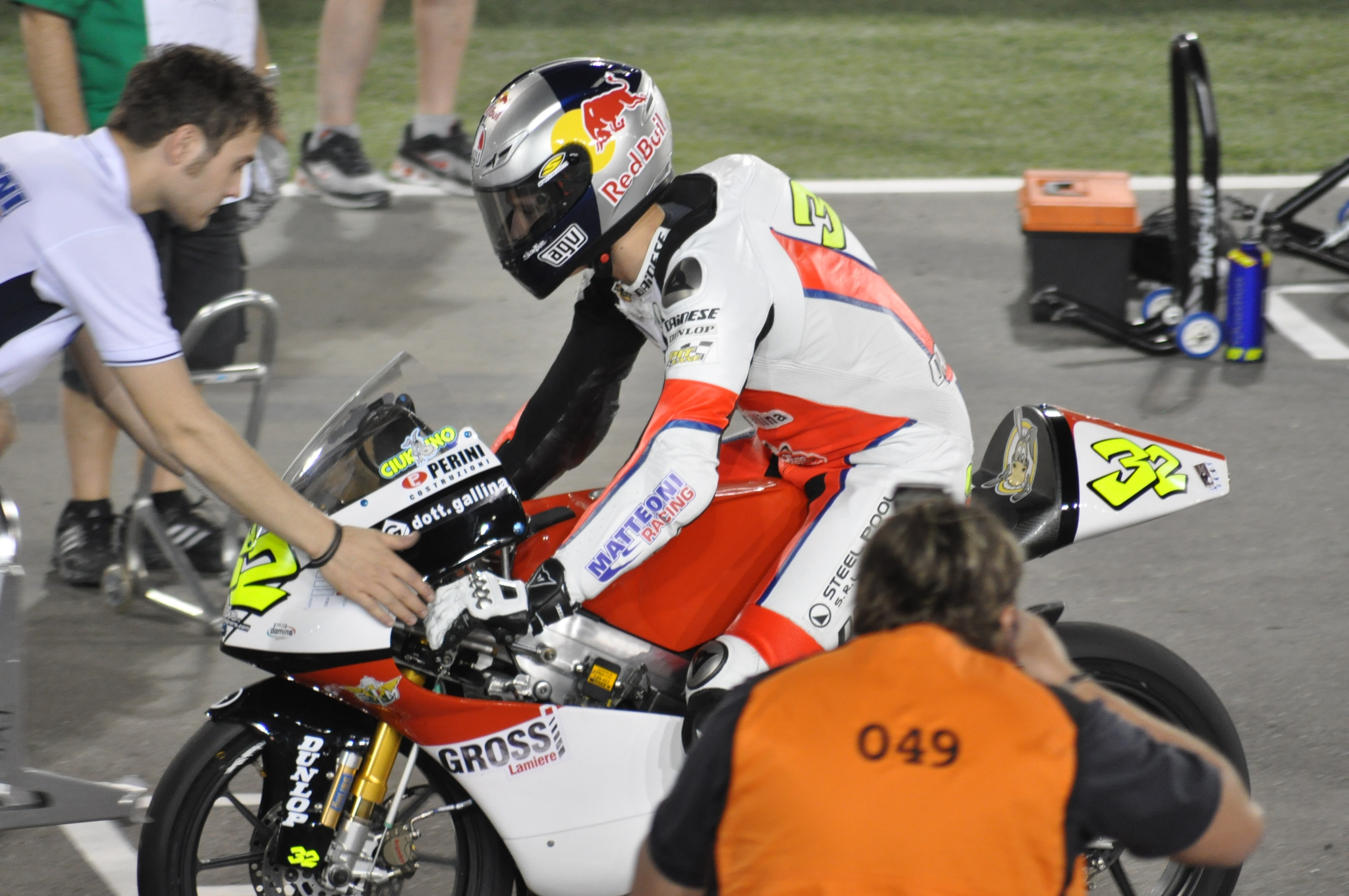
Savadori en el GP de Catar de 2010

En 2007 se clasificó segundo en la general de la MotoGP Rookies Cup con 102 puntos, venciendo dos carreras a lo largo del campeonato.
Al año siguiente se proclama campeón del Campeonato Italiano en 125 y de Europa en la misma cilindrada, títulos conquistados con Aprilia. El 1 de junio debuta en el Campeonato del Mundo de Motociclismo con una wild card en el Mugello, clasificándose vigésimo primero con una Aprilia del equipo RCGM.
También participa en la carrera de Misano Adriatico, siempre montando la Aprilia del equipo RCGM, pero no se puede clasificar. Finalmente, se clasificó en Valencia, esta vez montando una Aprilia del Team TC y ocupa el decimotercer lugar conquistando sus primeros 3 puntos.
En 2009 corre su primera temporada completa en el campeonato mundial de 125, siempre con una motocicleta de la casa de Noale. Se las arregla para terminar solo 4 de las 13 carreras, pero obtiene un noveno lugar en el Gran Premio de Italia como mejor posición. Termina la temporada en el puesto 26 con 7 puntos. En 2010 corre para el Matteoni C.P. Racing, siempre en la clase 125. Esta temporada se ve obligado a perderse el Gran Premio de Aragón debido a una lesión. Obtuvo un duodécimo lugar en GP de Alemania como mejor resultado y terminó la temporada en el puesto 23 con 5 puntos.
En 2011, corre el Campeonato de Europa de Superstock 1000 con la Kawasaki ZX-10R del team Lorenzini by Leoni. Su compañero de equipo es el sudafricano Sheridan Morais. En esta temporada de debut, el mejor resultado es el décimo lugar obtenido en cuatro carreras diferentes, totalizando 31 puntos que valen el decimoquinto lugar en la clasificación final. En 2012, permanece en el Superstock 1000 pero cambia de equipo y ficha por  Barni Racing Team Italia que le confía una Ducati 1199 Panigale. Esta temporada el compañero de equipo es su compatriota Eddi La Marra. El 6 de mayo, con motivo del Gran Premio de Italia en Monza, obtuvo su primera victoria en esta categoría. Obtiene dos podios más en la temporada y cierra el año en quinto lugar con 107 puntos. En 2013, todavía participa en el Superstock 1000, cambiando de equipo nuevamente, cambiando a equipo de Pedercini en el Kawasaki ZX-10R. Los compañeros de equipo para esta temporada son sus compatriotas Alessandro Andreozzi, Simone Grotzkyj, Federico Dittadi y el argentino Leandro Mercado. En esta temporada, Lorenzo repite el éxito de la temporada anterior en Monza, con dos podios más para un total de 98 puntos que le valieron el quinto lugar en la clasificación final. Esta temporada participa en el Gran Premio de Rusia en Moscow Raceway para reemplazar a Alexander Lundh, montando el Kawasaki del equipo Pedercini, se retira en la carrera 1 mientras se cancela la carrera 2.
En 2014, da el salt a la Superstock 1000 FIM Cup con la Kawasaki ZX-10R del equipo Pedercini. Su compañero de equipo es el francés Romain Lanusse, más otros cuatro pilotos que solo hacen unos pocos Grand Prix. En solo siete juegos esta temporada, Lorenzo está luchando por el título contra el excompañero de equipo Leandro Mercado, anotando cuatro poles, dos victorias y dos podios más. Al final de la temporada ocupa el segundo lugar a solo ocho puntos del argentino. Sin embargo, sus actuaciones en el transcurso de la temporada son fundamentales para permitir que Kawasaki gane el título de constructores de la categoría.

En 2015, corre en la Superstock 1000 FIM Cup con el  Aprilia RSV4-RF oficial del equipo Nuova M2 Racing, los compañeros de equipo son sus compatriotas Kevin Calia y Alessandro Andreozzi. Obtiene 4 victorias, 2 segundos lugares, 1 tercero y 1 octavo lugar. Después de una larga lucha con su compatriota Roberto Tamburini, en la pista de Magny-Cours gana el título de campeón del mundo con 156 puntos, lo que lleva a Aprilia el título de la primera categoría, combinado con el título Los constructores ganaron en la misma ocasión.
En 2016 participó en el Campeonato Mundial de Superbikes con la Aprilia RSV4-RF del equipo IodaRacing. Para esta temporada el compañero de equipo es el experto piloto de San Marino Alex De Angelis. Cierra la temporada en décimo lugar, obteniendo 150 puntos. En 2017 permanece con la Aprilia pero cambia de equipo, de hecho, pasa al equipo de Milwaukee, donde encuentra al irlandés Eugene Laverty como su compañero de equipo. Esta temporada se ve obligado a perderse el Gran Premio de Ciudad del Motor de Aragón después de la lesión informada en el evento anterior en Tailandia, su lugar en el equipo, en este momento, es llevado por el experto piloto español Julián Simón. Cierra la temporada en el undécimo lugar en la clasificación de pilotos con ciento veinticuatro puntos obtenidos. En 2018 vuelve a participar en el Mundial de Superbikes, con el mismo equipo y la misma moto que la temporada anterior. Cierra la temporada en el décimo lugar en la clasificación general.
En 2019 corre en MotoE con el equipo Gresini Racing; el compañero de equipo es Matteo Ferrari. Cierra la temporada en el puesto 16 con veinticuatro puntos obtenidos. Además, esta temporada participa en el Campeonato italiano de velocidad con una Aprilia del equipo Nouva M2 Racing, terminando en segundo lugar en la categoría Superbike.

## Resultados

### Campeonato Mundial de Superbikes

#### Carreras por año
(Clave) (negrita indica pole position) (cursiva indica vuelta rápida)

| Year | Bike     | 1       | 1       | 2      | 2       | 3      | 3      | 4      | 4       | 5      | 5       | 6       | 6       | 7     | 7     | 8       | 8       | 9     | 9       | 10      | 10      | 11     | 11      | 12      | 12     | 13     | 13      | 14    | 14    | Pos. | Pts. |
| Year | Bike     | R1      | R2      | R1     | R2      | R1     | R2     | R1     | R2      | R1     | R2      | R1      | R2      | R1    | R2    | R1      | R2      | R1    | R2      | R1      | R2      | R1     | R2      | R1      | R2     | R1     | R2      | R1    | R2    | Pos. | Pts. |
| ---- | -------- | ------- | ------- | ------ | ------- | ------ | ------ | ------ | ------- | ------ | ------- | ------- | ------- | ----- | ----- | ------- | ------- | ----- | ------- | ------- | ------- | ------ | ------- | ------- | ------ | ------ | ------- | ----- | ----- | ---- | ---- |
| 2013 | Kawasaki | AUS -   | AUS -   | SPA -  | SPA -   | NED -  | NED -  | ITA -  | ITA -   | GBR -  | GBR -   | POR -   | POR -   | ITA - | ITA - | RUS Ret | RUS C   | GBR - | GBR -   | GER -   | GER -   | TUR -  | TUR -   | USA -   | USA -  | FRA -  | FRA -   | SPA - | SPA - | 0    | -    |
| 2016 | Aprilia  | AUS 12  | AUS Ret | THA 10 | THA 9   | SPA 10 | SPA 11 | NED 6  | NED 4   | ITA 8  | ITA 11  | MAL Ret | MAL 14  | GBR 6 | GBR 4 | ITA Ret | ITA 5   | USA 6 | USA Ret | GER Ret | GER Ret | FRA 5  | FRA 6   | SPA 13  | SPA 10 | QAT 10 | QAT 12  |       |       | 150  | 10.º |
| 2017 | Aprilia  | AUS Ret | AUS 9   | THA 13 | THA Ret | SPA -  | SPA -  | NED 5  | NED Ret | ITA 12 | ITA 13  | GBR 12  | GBR Ret | ITA 9 | ITA 6 | USA 10  | USA 8   | GER 7 | GER 7   | POR 8   | POR 6   | FRA 11 | FRA Ret | SPA 7   | SPA 18 | QAT 5  | QAT Ret |       |       | 124  | 11.º |
| 2018 | Aprilia  | AUS DNS | AUS DNS | THA 12 | THA 9   | SPA 15 | SPA 10 | NED 15 | NED 10  | ITA 8  | ITA Ret | GBR 5   | GBR 7   | CZE 7 | CZE 5 | USA 14  | USA Ret | ITA 8 | ITA 7   | POR Ret | POR 6   | FRA 4  | FRA 6   | ARG Ret | ARG 8  | QAT 11 | QAT C   |       |       | 138  | 10.º |

### Campeonato del Mundo de Motociclismo
Sistema de puntuación de 1993 hasta 2022:
| Posición | 1.º | 2.º | 3.º | 4.º | 5.º | 6.º | 7.º | 8.º | 9.º | 10.º | 11.º | 12.º | 13.º | 14.º | 15.º |
| Puntos   | 25  | 20  | 16  | 13  | 11  | 10  | 9   | 8   | 7   | 6    | 5    | 4    | 3    | 2    | 1    |

Sistema de puntuación desde 2023 en adelante:
| Posición       | 1.º | 2.º | 3.º | 4.º | 5.º | 6.º | 7.º | 8.º | 9.º | 10.º | 11.º | 12.º | 13.º | 14.º | 15.º |
| Puntos         | 25  | 20  | 16  | 13  | 11  | 10  | 9   | 8   | 7   | 6    | 5    | 4    | 3    | 2    | 1    |
| Carrera sprint | 12  | 9   | 7   | 6   | 5   | 4   | 3   | 2   | 1   |      |      |      |      |      |      |

#### Por temporada
| Temp. | Cat.   | Moto     | Equipo                      | Carreras | Victorias | Podios | Poles | V.Ráp. | Pts. | Pos. |
| ----- | ------ | -------- | --------------------------- | -------- | --------- | ------ | ----- | ------ | ---- | ---- |
| 2008  | 125cc  | Aprilia  | RCGM                        | 3        | 0         | 0      | 0     | 0      | 3    | 29.º |
| 2008  | 125cc  | Aprilia  | I.C. Team                   | 3        | 0         | 0      | 0     | 0      | 3    | 29.º |
| 2009  | 125cc  | Aprilia  | Fontana Racing              | 13       | 0         | 0      | 0     | 0      | 7    | 26.º |
| 2009  | 125cc  | Aprilia  | Junior GP Racing Dream      | 13       | 0         | 0      | 0     | 0      | 7    | 26.º |
| 2010  | 125cc  | Aprilia  | Matteoni C.P. Racing        | 14       | 0         | 0      | 0     | 0      | 5    | 23.º |
| 2019  | MotoE  | Energica | Trentino Gresini MotoE      | 6        | 0         | 0      | 0     | 0      | 24   | 16.º |
| 2020  | MotoGP | Aprilia  | Aprilia Racing Team Gresini | 3        | 0         | 0      | 0     | 0      | 0    | NC   |
| 2021  | MotoGP | Aprilia  | Aprilia Racing Team Gresini | 9        | 0         | 0      | 0     | 0      | 4    | 26.º |
| 2022  | MotoGP | Aprilia  | Aprilia Racing              | 4        | 0         | 0      | 0     | 0      | 0    | 27.º |
| 2023  | MotoGP | Aprilia  | Aprilia Racing              | 3        | 0         | 0      | 0     | 0      | 5    | 24.º |
| 2023  | MotoGP | Aprilia  | CryptoDATA RNF MotoGP Team  | 2        | 0         | 0      | 0     | 0      | 4    | 24.º |
| 2024  | MotoGP | Aprilia  | Aprilia Racing              | 4        | 0         | 0      | 0     | 0      | 0    | 28.º |
| 2024  | MotoGP | Aprilia  | Trackhouse Racing MotoGP    | 4        | 0         | 0      | 0     | 0      | 0    | 28.º |
| 2025  | MotoGP | Aprilia  | Aprilia Racing              |          |           |        |       |        | *    | *.°  |
| Total | Total  | Total    | Total                       | 65       | 0         | 0      | 0     | 0      | 52   |      |

- * Temporada en curso.

#### Carreras por año
| Año  | Cat.   | Moto     | 1       | 2          | 3        | 4         | 5        | 6       | 7        | 8          | 9       | 10        | 11        | 12      | 13      | 14      | 15      | 16        | 17        | 18        | 19        | 20       | 21  | 22  | Pos. | Pts. |
| ---- | ------ | -------- | ------- | ---------- | -------- | --------- | -------- | ------- | -------- | ---------- | ------- | --------- | --------- | ------- | ------- | ------- | ------- | --------- | --------- | --------- | --------- | -------- | --- | --- | ---- | ---- |
| 2008 | 125cc  | Aprilia  | QAT -   | SPA -      | POR -    | CHN -     | FRA -    | ITA 22  | CAT -    | GBR -      | NED -   | GER -     | CZE -     | RSM Ret | IND -   | JPN -   | AUS -   | MAL -     | VAL 13    |           |           |          |     |     | 29.º | 3    |
| 2009 | 125cc  | Aprilia  | QAT 21  | JPN Ret    | SPA 21   | FRA Ret   | ITA 9    | CAT Ret | NED Ret  | GER 20     | GBR Ret | CZE Ret   | IND Ret   | RSM Ret | POR -   | AUS -   | MAL -   | VAL Ret   |           |           |           |          |     |     | 26.º | 7    |
| 2010 | 125cc  | Aprilia  | QAT Ret | SPA Ret    | FRA Ret  | ITA Ret   | GBR 21   | NED Ret | CAT DNS  | GER 12     | CZE Ret | IND 15    | RSM Ret   | ARA -   | JPN Ret | MAL Ret | AUS Ret | POR DNS   | VAL 19    |           |           |          |     |     | 23.º | 5    |
| 2019 | MotoE  | Energica | GER Ret | AUT 10     | RSM 7    | RSM 11    | VAL 15   | VAL 13  |          |            |         |           |           |         |         |         |         |           |           |           |           |          |     |     | 16.º | 24   |
| 2020 | MotoGP | Aprilia  | QAT     | SPA        | AND      | CZE       | AUT      | EST     | RSM      | ERM        | CAT     | FRA       | ARA       | TER     | EUR Ret | VAL 18  | POR Ret |           |           |           |           |          |     |     | NC   | 0    |
| 2021 | MotoGP | Aprilia  | QAT 19  | DOH 20     | POR 14   | SPA 19    | FRA Ret  | ITA 15  | CAT 15   | GER Ret    | NED 16  | EST DNS   | AUT       | GBR DNS | ARA     | RSM     | AME     | ERM DNS   | ALG       | VAL       |           |          |     |     | 26.º | 4    |
| 2022 | MotoGP | Aprilia  | QAT     | INA        | ARG      | AME       | POR Ret  | SPA 21  | FRA      | ITA 22     | CAT     | GER       | NED 20    | GBR     | AUT     | RSM     | ARA     | JPN       | THA       | AUS       | MAL       | VAL      |     |     | 27.º | 0    |
| 2023 | MotoGP | Aprilia  | POR     | ARG        | AME      | SPA       | FRA 1217 | ITA 18  | GER      | NED 1116   | GBR     | AUT 19Ret | CAT       | RSM     | IND     | JPN     | INA     | AUS       | THA       | MAL       | QAT       | VAL 1320 |     |     | 24.º | 9    |
| 2024 | MotoGP | Aprilia  | QAT     | POR        | AME      | SPA Ret16 | FRA      | CAT     | ITA 2118 | NED DNSRet | GER     | GBR       | AUT 2018  | ARA     | RSM     | ERM     | INA     | JPN 17Ret | AUS 15Ret | THA 21Ret | MAL 20Ret | SLD      |     |     | 28.º | 0    |
| 2025 | MotoGP | Aprilia  | THA 20  | ARG INJRet | AME 1520 | QAT       | SPA 1819 | FRA 918 | GBR 18   | ARA 1718   | ITA 17  | NED Ret17 | GER Ret18 | CZE     | AUT     | HUN     | CAT     | RSM       | JPN       | INA       | AUS       | MAL      | POR | VAL | 22.º | 8    |

| Color     | Resultado                                                               |
| --------- | ----------------------------------------------------------------------- |
| Oro       | Ganador                                                                 |
| Plata     | 2.ª plaza                                                               |
| Bronce    | 3.ª plaza                                                               |
| Verde     | Finalizó en los puntos                                                  |
| Azul      | Finalizó sin puntos                                                     |
| Azul      | NC - No clasificado                                                     |
| Violeta   | Ret - No terminó (Carrera)                                              |
| Rojo      | DNQ - No se clasificó                                                   |
| Negro     | DSQ - Descalificado                                                     |
| Blanco    | DNS - No empezó (carrera)                                               |
| Blanco    | WD - Retirado (fin de semana)                                           |
| Blanco    | C - Carrera cancelada                                                   |
| Sin color | DNP - Inscrito pero no participó                                        |
| Sin color | INJ - Lesionado                                                         |
| Sin color | EX - Excluido                                                           |
| Estado    | Resultado                                                               |
| Negrita   | Pole position                                                           |
| Cursiva   | Vuelta rápida                                                           |
| x         | Posición en carrera sprint                                              |
| †         | Abandona, pero clasifica al completar el porcentaje requerido para ello |